# 2015年亞洲盃乒乓球錦標賽
2015年亞洲盃乒乓球錦標賽是於2015年3月13日至3月15日期間在印度齋浦爾進行的乒乓球賽事，也是第28屆亞洲盃乒乓球錦標賽。

## 參賽球員

### 男子
| 1. 許昕 2. 樊振東 3. 水谷隼 4. 莊智淵 5. 丹羽孝希 6. 高寧 7. 朱世爀 8. 唐鵬 | 1. 陳建安 2. 金珉錫 3. 江天一 4. 沙拉特·卡迈勒 5. 索麥雅特·戈什 6. 楊子 7. 阿里·奧馬爾·阿梅德 8. 诺沙德·阿拉米安 |

### 女子
| 1. 劉詩雯 2. 馮天薇 3. 朱雨玲 4. 石川佳純 5. 福原愛 6. 徐孝元 7. 夢雨 8. 李皓晴 | 1. 杜凱琹 2. 梁夏銀 3. 鄭怡靜 4. 波烏米·加塔克 5. 莫瑪·達斯 6. 納瑟娜·高王 7. 艾亞·穆罕默德·馬吉蒂 8. 內達·夏莎瓦莉 |

## 賽事

### 男子

#### A組
| 隊伍     | 賽 | 勝 | 負 | 勝局 | 負局 | 積分 |
| -------- | -- | -- | -- | ---- | ---- | ---- |
| 許昕     | 3  | 2  | 1  | 7    | 3    | 5    |
| 丹羽孝希 | 3  | 2  | 1  | 7    | 6    | 5    |
| 金珉錫   | 3  | 2  | 1  | 6    | 6    | 5    |
| 江天一   | 3  | 0  | 3  | 4    | 9    | 0    |

## 外部連結
- ATTU（页面存档备份，存于）